# Ichirō Itano
板野 一郎
 Ichirō Itano  (板野 一郎, Itano Ichirō) est un animateur, réalisateur et producteur japonais. Il est né le 11 mars 1959  à Yokohama, dans la préfecture de Kanagawa. La majorité de ses œuvres sont des anime de science-fiction, en particulier autour de la figure des mecha. 
Il a notamment réalisé la série Gantz ainsi que plusieurs épisodes de la série Macross. Il est également connu, notamment auprès des fans d'anime, pour le "Itano Circus". Ce terme désigne des séquences d'action (notamment des combats aérien) très stylisées. Ce style a notamment été développé par Ichiro Itano dans la série Macross.

## Contributions et filmographie
- Angel Cop  (1989)
- Cowboy Bebop
- Hokuto no Ken
- Macross
- Megazone 23
- Mobile Suit Gundam
- Plastic Little
- Spriggan
- Tekkaman Blade
- Urusei Yatsura
- Violence Jack

## Contributions et jeux vidéos
- Vampire Hunter D  (1999)
- Shin Megami Tensei: Digital Devil Saga 2  (2005)
- Asura's Wrath  (2012)